# Intergovernmental Authority on Development

Igads medlemsländer (gröna).

Intergovernmental Authority on Development (IGAD), på franska Autorité intergouvernementale pour le développement, är ett regionalt samarbetsorgan i östra Afrika. Organisationen bildades 1986 under namnet IGADD - Intergovernmental Authority on Drought and Development. Den ombildades 1996 under det nya namnet, och var då tänkt att bli en samarbetsorganisation för handel, säkerhetsfrågor och utveckling, liknande ECOWAS och SADC. Under 2000-talet arbetade IGAD framför allt med att få till stånd en fredlig lösning på konflikten i Somalia. Organet ledde de fredsförhandlingar som 2004 ledde till att en somalisk övergångsregering, TFG, grundades.
Igads huvudkontor ligger i Djibouti.

## Medlemsstater
- Djibouti (medlem sedan 1986)
- Etiopien (medlem sedan 1986)
- Kenya (medlem sedan 1986)
- Somalia (medlem sedan 1986)
- Sudan (medlem sedan 1986)
- Uganda (medlem sedan 1986)
- Eritrea (blev medlem 1993, utträdde 2007 (på grund av konflikt med Etiopien), blev medlem igen 2011)
- Sydsudan (medlem sedan 2011)[1]

## Generalsekreterare
- Mahboub Maalim (2008–2019)
- Workneh Gebeyehu (2019- )